# Промышленное освоение астероидов
Промышленное освоение астероидов предполагает добычу сырья на астероидах и космических телах в поясе астероидов и особенно в околоземном пространстве.

## Ресурсы астероидов
Различные минералы и летучие элементы, находящиеся в составе пород астероида или кометы, могут служить источником железа, никеля и титана. Кроме того, предполагается, что некоторые астероиды содержат в своём составе водосодержащие минералы, из которых можно получить воду и кислород, необходимые для поддержания жизни, а также водород — один из основных видов ракетного топлива. В процессе дальнейшего освоения космоса использование космических ресурсов будет просто необходимо.

### Металлы
При достаточном уровне развития техники добыча на астероиде таких элементов, как платина, кобальт и других редких минералов с последующей их доставкой на Землю может приносить очень большую прибыль. В ценах 1997 года сравнительно небольшой металлический астероид диаметром в 1,5 км содержал в себе различных металлов, в том числе драгоценных, на сумму 20 триллионов долларов США. Фактически, всё золото, кобальт, железо, марганец, молибден, никель, осмий, палладий, платина, рений, родий и рутений, которые сейчас добываются из верхних слоёв Земли, являются остатками астероидов, упавших на Землю во время ранней метеоритной бомбардировки, когда после остывания коры на планету обрушилось огромное количество астероидного материала. Из-за большой массы более 4 млрд лет назад на Земле начала происходить дифференциация недр, в результате чего большинство тяжёлых элементов под действием гравитации опустилось к ядру планеты, поэтому кора оказалась обеднённой тяжёлыми элементами. А на большинстве астероидов из-за незначительной массы никогда не происходила дифференциация недр и все химические элементы распределены в них более равномерно.
В 2004 году мировое производство железной руды превысило 1 млрд тонн. Для сравнения, один небольшой астероид класса M диаметром в 1 км может содержать до 2 млрд тонн железо-никелевой руды, что в 2-3 раза превышает добычу руды за 2004 год. Самый крупный известный металлический астероид (16) Психея содержит 1,7⋅1019 кг железо-никелевой руды (что в 100 тысяч раз превышает запасы этой руды в земной коре). Этого количества хватило бы для обеспечения потребностей населения земного шара в течение нескольких миллионов лет, даже с учётом дальнейшего увеличения спроса. Небольшая часть извлечённого материала может также содержать драгоценные металлы. НАСА планирует начать изучение этих ресурсов аппаратом «Психея», который намечено запустить в 2023—2024 году с выходом на орбиту Психеи в 2029—2030.

### Вода и её производные
В 2006 году обсерватория Кека объявила, что двойной троянский астероид (617) Патрокл, а также многие другие троянские астероиды Юпитера, состоят изо льда и являются, возможно, выродившимися ядрами комет. Другие кометы и некоторые сближающиеся с Землёй астероиды также могут обладать большими запасами воды. Использование местных ресурсов для создания и поддержания жизнеспособности базы поможет существенно снизить себестоимость добычи сырья.

## Выбор астероида
Одним из главных факторов окупаемости добывающей базы является выбор правильной траектории и времени полёта, а также астероида с приемлемым значением первой космической скорости ({\displaystyle v_{1}}). Значительная часть добытых ресурсов может быть израсходована в процессе их доставки на Землю, а особенно при старте с астероида и разгоне.
Вторым фактором является выбор цели. В настоящее время качество руды и, как следствие, стоимость и масса оборудования, необходимого для его извлечения, неизвестны. Тем не менее, выявить потенциальные рынки сбыта добытых на астероидах ресурсов, с последующим получением прибыли, вполне реально. Например, экономия доставки нескольких тонн воды на низкую околоземную орбиту (НОО) за счёт добычи её на астероиде может привести к существенной прибыли в области космического туризма.
Астероиды, сближающиеся с Землёй, являются первостепенными объектами для промышленного освоения. Низкое значение {\displaystyle v_{1}} делает их пригодными объектами добычи строительных материалов для околоземных космических объектов, что значительно снижает экономические затраты на транспортировку грузов на орбиту Земли.
Примером астероида, наиболее перспективного для освоения, является астероид (4660) Нерей. Этот астероид имеет очень низкую {\displaystyle v_{1}}, даже по сравнению с Луной, что позволяет легко поднимать с его поверхности добытые материалы. Однако, чтобы доставить их на Землю, потребуется разогнать корабль до гораздо большей скорости.
По данным базы данных Asterank, добыча ресурсов со следующих астероидов может быть наиболее выгодной с экономической точки зрения:
- Рюгу
- 1989 ML
- (4660) Нерей
- (65803) Дидим
- 2011 UW158
- (1943) Антерос
- 2001 CC21
- 1992 TC
- 2001 SG10
- 2002 DO3

## Добыча
Существует три возможных варианта добычи сырья:
1. Добыча руды и доставка её на место последующей переработки,
2. Переработка добытой руды прямо на месте добычи, с последующей доставкой полученного материала,
3. Перемещение астероида на безопасную орбиту между Луной и Землёй. Это теоретически может позволить сэкономить добытые на астероиде материалы.

Высококачественная переработка сырья прямо на месте добычи позволит существенно снизить затраты на транспортировку добытых материалов, хотя для этого потребуется доставка на астероид дополнительного оборудования.
Добыча и переработка полезных ископаемых на астероиде требует специализированного оборудования, способного работать в условиях открытого космоса. Из-за малой силы тяжести даже сравнительно небольшой импульс может оказаться достаточным, чтобы оборудование могло сорваться от поверхности астероида и улететь в открытый космос, поэтому всё оборудование должно надёжно закрепляться. Стыковку с астероидом можно выполнить с помощью гарпуна: специальный снаряд выстреливается в поверхность астероида и углубляется в ней, тем самым служа якорем, после чего посредством лебёдки и троса, закреплённого на гарпуне, к поверхности притягивается сам корабль или оборудование. При этом необходимо, чтобы поверхность астероида была достаточно твёрдая, чтобы гарпун надёжно закрепился в ней.
Существует несколько возможных способов добычи руды:
1. Руды могут добываться методом, аналогичным тому, который сейчас используется в карьерах. Так как многие астероиды покрыты обломками породы, которые образовались в результате многочисленных падений метеоритов[9], этот способ вполне применим.
2. На металлических астероидах поверхность может быть покрыта зёрнами металла, которые можно было бы собирать при помощи магнита[10].
3. На ядрах выродившихся комет с помощью теплового воздействия можно добывать воду и различные летучие соединения газов, таких как водород, и использовать их как топливо[11].
4. Если добывать сырьё открытым способом будет невозможно и потребуются шахты, то необходимо будет строить транспортные системы для доставки руды из шахт на поверхность и в центр обработки.
5. Чтобы обеспечить развитие производства и исключить необходимость вмешательства человека при различных аварийных ситуациях, можно создать на астероиде самовоспроизводящиеся машины. Например, представьте себе машину, которая в состоянии из добытого с поверхности астероида материала собрать свою точную копию за один месяц ( Лапы Мантрида ). Тогда через месяц после прибытия на астероиде будет работать уже не одна, а две машины. После десяти месяцев их будет до 1024, после двадцати более миллиона, через 30 — более миллиарда, а через 40 — более триллиона и так дальше в геометрической прогрессии. Таким образом, за 5 лет такие устройства смогут переработать более половины всей массы астероида (16) Психея, наиболее массивного из металлических астероидов класса M и одного из десяти крупнейших астероидов Главного пояса. Такие машины могут использовать для строительства кремний и добытые металлы и обеспечиваться энергией от солнечных батарей.

Из-за большого расстояния между Землёй и астероидом, ввиду конечности скорости передачи сигнала, будет иметь место довольно большая задержка сигнала в несколько десятков минут или даже больше, в зависимости от расстояния астероида от Земли. Таким образом, для работы любого горнодобывающего оборудования необходимы либо очень высокая степень автоматизации, либо присутствие человека непосредственно на астероиде. Люди также будут необходимы для устранения неполадок и поддержания работоспособности оборудования. С другой стороны, задержка связи на несколько минут не мешает автоматическим аппаратам, к примеру, в исследованиях Марса, к тому же использование автоматизированных систем обойдётся дешевле.
В будущем перемещение астероида на безопасную орбиту между Луной и Землёй будет возможно путем высадки на астероид робота-строителя (или нескольких взаимосвязанных роботов), добычи некоторого небольшого количества ресурсов и 3D-печати в нужной точке астероида двигателя. Далее двигатель на астероиде включается и перемещает его на нужную орбиту. А робот-строитель, выполнив свою работу, отправляется на следующий астероид и повторяет свои действия. Для ускорения процесса добычи возможен и вариант с печатью роботом своей копии перед покиданием астероида.

## Ближайшие планируемые проекты исследования астероидов
- OSIRIS-REx (2019 год)
- «Фобос-Грунт 2» (после 2025 года)